# De Seend
De Seend (Frans: Saturnin le canard, Engels: Dynamo Duck) was de hoofdpersoon van een gelijknamige kinderserie die uitgezonden werd aan het begin van de jaren 90.

## Geschiedenis
De oorsprong van de serie ligt bij de Franse filmmaker Jean Tourane. In de jaren 60 maakte hij opnames voor de kinderserie Saturnin, le petit canard over het kleine eendje Saturnin dat allerlei avonturen beleefde. De serie was opgenomen met echte dieren, de hoofdrol werd gespeeld door een jong geel eendje, dat aangekleed was met zonnebrillen, hoeden enzovoort, en in miniatuurvoertuigen in een miniatuurwereld allemaal avonturen beleefde. De serie, volgens de Internet Movie Database uitgebracht in 1964, werd uitgezonden op de Franse televisie.

## Nieuw jasje
Jaren later werden de opnames gekocht door de Amerikaanse producent Nathan Sassover. Hij bewerkte de verschillende stukken film tot een soort detective en schreef er nieuwe verhalen bij. Hierin speelde opnieuw een eendje de hoofdrol, die het met hulp van zijn baas (een aangeklede cavia) in geheime missies opnam tegen de slechterik Dr. Mortex (een aap, naam in de Nederlandse versie onbekend) en zijn handlangers. De dieren reden rond in schaalmodellen van trucs en andere voertuigen, en ook het wapentuig en alle andere voorwerpen waren op schaal aanwezig. Dynamo Duck, de naam die het eendje had meegekregen, reed zelf rond in een op schaal gemaakte Jaguar. De regie van de serie lag in handen van Robert Dorsett, de stem van de verteller werd gedaan door Dan Castellaneta. De serie werd in 1990 uitgezonden op de Engelstalige zender Fox Kids onder de titel "The Adventures of Dynamo Duck". Aan het slot van iedere aflevering bediende Dynamo Duck zich steevast van de spreuk "The world is my pond and danger is my destiny!" (De wereld is mijn vijver, en gevaar mijn levenslot). Het eerste seizoen van de serie werd goed ontvangen. Het tweede seizoen werd daarentegen beschouwd als kwalitatief erg onder de maat vergeleken met het eerste. Opnamen uit het eerste seizoen waren op een andere manier aan elkaar geplakt om zo nieuwe verhaallijnen te maken, en tevens maakte men gebruik van andere stemacteurs.
Beide seizoenen werden begin jaren 90 ook buiten Amerika aan de man gebracht. In Nederland, en waarschijnlijk ook in Vlaanderen, werden de filmpjes uitgezonden in het kindermatinee "Samson en Gert". De Nederlandstalige naam, De Seend is een knipoog naar de detectiveserie "The Saint". De tekst van het Nederlandstalige openingsmuziekje luidde: "Yeah, yeah-yeah, yeaaaaah yeaaaah... Hier is de Seend, geheim agent supereend!" De lijfspreuk van De Seend had in de Nederlandstalige versie een andere strekking dan die in de Amerikaanse, en luidde: "Hallo, mijn naam is De Seend. Wij zijn goed voor dieren en dat moeten jullie ook doen!"